# Вулиця Шевченка (Бровари)
Ву́лиця Шевче́нка — одна з магістральних вулиць у місті Бровари Київської області.

## Опис
Вулиця має протяжність близько 1350 метрів. Забудова — промислова, приватна садибна, багатоквартирна житлова (переважно 3-5-поверхові будинки), закладів охорони здоров'я.

## Розміщення
Вулиця Шевченка розміщена на межі районів Старий центр (на початку вулиці, з непарного боку), Оболонь (наприкінці вулиці, з непарного боку) та Масив (з парного боку), що відповідно до чинного генплану розвитку буде частиною нового IV мікрорайону Броварів.
Починається вулиця Шевченка від вулиці Київської біля зупинки броварських маршрутних таксі «Школа-інтернат», закінчується на межі Броварів та Києва переходом у безіменну лісову дорогу. Відповідно до чинного генплану розвитку вулиця буде закінчуватись приблизно на 800—1000 метрів далі, вглиб нинішньої лісової зони, на перетині з вулицею Ялинковою.
До вулиці Шевченка долучаються вулиці Винниченка, Миколаївка, Миколи Костомарова, Симоненка, Академіка Амосова (тричі), Михайла Мельника. Відповідно до чинного генплану розвитку також будуть долучатися вулиця Чубинського (біля нинішнього кінця вулиці) та Ялинкова (в запланованій майбутній кінцевій частині).

## Розвиток
Відповідно до чинного генплану розвитку, вулиця Шевченка на початку має змінити напрямок, перехрестя з вулицею Київською буде зміщене. За рахунок знесення приватної садибної забудови, до вулиці Київської до цього ж перехрестя має бути продовжена вулиця Михайла Грушевського.

## Об'єкти
На вулиці розміщені такі відомі будівлі та об'єкти:
- № 4 — газова контора;
- № 10 — Басейн «Купава»[4];
- № 12 — ДЗ «Броварська районна санітарно-епідеміологічна станція»[5];
- № 14, 14А, 14Б — заклади Броварської центральної районної лікарні;
- № 21 — Броварське вище училище фізичної культури.

## Транспорт
По вулиці Шевченка курсують маршрути броварського маршрутного таксі № 2, 3, 9, 10 та 810.